# Eurypon calypsoi
Eurypon calypsoi är en svampdjursart som beskrevs av Claude Lévi 1958. Eurypon calypsoi ingår i släktet Eurypon och familjen Raspailiidae.
Artens utbredningsområde är havet utanför Saudiarabien. Inga underarter finns listade i Catalogue of Life.